# Pineville (Kentucky)
La ville de Pineville est le siège du comté de Bell, dans l'État du Kentucky, aux États-Unis. Elle comptait 1 732 habitants lors du recensement de 2010. Elle est située sur la rive gauche de la Cumberland

## Personnalités liées à la ville
- John Hoskins amiral de l'US Navy.
- Joseph Chilton Pearce (1926-2016), écrivain américain